# Les Allen
Leslie William „Les“ Allen (* 4. September 1937 in Dagenham) ist ein ehemaliger englischer Fußballspieler und -trainer. Als Stürmer blieb ihm zunächst der Durchbruch beim FC Chelsea verwehrt, bevor er nach seinem Wechsel zu Tottenham Hotspur 1961 das „Double“ aus englischer Meisterschaft und FA Cup gewann. Mit den Queens Park Rangers stieg er später von der dritten bis in die erste Liga auf, gewann 1967 den Ligapokal und diente dem Klub zwischen Ende 1968 und Anfang 1971 als Cheftrainer.

## Sportlicher Werdegang

### FC Chelsea
Allen war zunächst bei dem Amateurklub Brigg Sports unterwegs, bevor er sich im September 1954 dem FC Chelsea anschloss. Dort verbrachte er gut fünf Jahre, absolvierte 44 Ligaspiele und erzielte elf Tore. Den sportlichen Durchbruch schaffte er dabei aber nie und zum Gewinn der englischen Meisterschaft 1955 konnte er nichts beitragen. Als Stürmer stand er in der Hackordnung hinter renommierteren Konkurrenten wie Ron Tindall und Jimmy Greaves und so ließ ihn Chelseas Trainer Ted Drake im Dezember 1959 zum Londoner Erstligakonkurrenten Tottenham Hotspur weiterziehen. Der Transfer wurde als Tauschgeschäft mit Tottenhams Johnny Brooks realisiert, wobei die Initiative von Drake ausging, der in Brooks eine dringend benötigte Verstärkung im Abstiegskampf sah. Tottenhams Trainer Bill Nicholson akzeptierte wenige Wochen nach Drakes Anfrage, nachdem er Allen in Chelseas Reservemannschaft begutachtet hatte.

### Tottenham Hotspur
Der Neuzugang fand direkt seinen Platz bei den „Spurs“ auf der linken Halbstürmerposition und er verdrängte dabei John White auf die rechte Seite. Der Tausch mit Brooks erwies sich als sehr wirkungsvoll. Zwar war Brooks in Tottenham sehr populär gewesen und hatte einige Spitzenleistungen erbracht, an anderen Tagen hingegen lief das Spiel an ihm vorbei. Allen erwies sich als konstanter und verlässlicher. Als gelernter Mittelstürmer war er zudem torgefährlicher als Brooks, was wiederum den Druck auf Mitspielern wie Bobby Smith und Cliff Jones etwas löste. Nach einem Debüt ohne eigenen Treffer gegen Newcastle United (4:0) gelangen ihm dreizehn Tore in den anschließenden acht Spielen, davon fünf beim spektakulären 13:2-Erfolg gegen Crewe Alexandra im FA Cup. Am Ende hatte er fünfzehn Mal in den restlichen 19 Partien der Saison 1959/60 getroffen und damit die Stammplatzansprüche untermauert. Allen passte gut in Nicholsons System und als etwas zurückgezogener Stürmer war er gleichzeitig Ballverteiler in der Offensive und defensiv als Teil der ersten Verteidigungslinie Bindeglied im Mittelfeld. Dabei war halfreich, dass er eine hohe Laufleistung an den Tag legte und auf der Position hinter Smith nutzte er häufig durch plötzliche Vorstöße einen sich dort bietenden Platz, um entweder Flanken von Jones oder Terry Dyson bzw. Abpraller von Smith zu verwerten.
In der Saison 1960/61 gewann Tottenham das Double aus englischer Meisterschaft und Pokal. Dazu steuerte Allen 27 Tore bei; er war hinter Smith zweitbester Schütze der Mannschaft und sein Tor zum 2:1-Sieg gegen Sheffield Wednesday besiegelte den Titelgewinn. In der Rückbetrachtung wurde Allen – wie auch Mannschaftskameraden wie Peter Baker oder Ron Henry – als einer der „heimlichen Helden“ angesehen. Dies lag auch daran, dass er im Vergleich zu einigen extrovertierten Mitspielern etwas unsicher wirkte. Dies wirkte sich mutmaßlich negativ auf seine Ansprüche in Bezug auf englische Auswahlmannschaften aus. So kam er zwar im Februar 1961 zu einem Einsatz in der U-23-Auswahl, aber für mehr reichte es nicht. Als Greaves im November 1961 zu Tottenham stieß, erwarteten die Experten dann, dass Allen seinen Platz in der Mannschaft verlieren würde und Greaves gemeinsam mit Smith das Sturmduo bilden würde. Stattdessen übernahm Allen erst einmal Smiths Trikot mit der Nummer 9 und in den folgenden zwei Jahren konkurrierten Allen und Smith um den Platz an der Seite von Greaves. Als die Spurs 1962 ein weiteres Mal den FA Cup gewannen, war Allen in den ersten drei Runden mit von der Partie, aber in den letzten vier Ausscheidungsspielen (inklusive des Finals) wurde er nicht mehr berücksichtigt. Ein Jahr später folgte der Triumph im Europapokal der Pokalsieger, aber auch hier war Allen im Finale wieder außen vor. Im Dezember 1964 kam mit Alan Gilzean ein weiterer Stürmer nach Tottenham und mit dieser Personalie war klar, dass Allens Zeit endgültig abgelaufen war. So wurde ihm im Sommer 1965 ein Wechsel für gut 20.000 Pfund zu den Queens Park Rangers ermöglicht.

### Queens Park Rangers
In seinem ersten Jahr für „QPR“ wurde Allen Torschützenkönig in der dritten Liga und im Jahr darauf gelang nicht nur als Meister der Aufstieg in die zweite Liga; dazu kam der überraschende Erfolg im Ligapokal inklusive des 3:2-Endspielsiegs gegen West Bromwich Albion. Besonders gut harmonierte er mit Rodney Marsh, der ihn als treffsicherster Drittligaspieler ablöste. Die sportliche Entwicklungskurve zeigte auch danach steil nach oben und in der Saison 1967/68 marschierten die Rangers als Zweitligavizemeister in die höchste englische Spielklasse durch. Nach dem plötzlichen Ende der Amtszeit von Erfolgstrainer Alec Stock und turbulenten Zeiten unter Nachfolger Tommy Docherty übernahm Allen im Dezember 1968 das Amt des Spielertrainers. Dabei konnte er den direkten Wiederabstieg als Tabellenletzter jedoch nicht mehr verhindern. In der Second Division quartierte sich das Team unter Allen dann im Mittelfeld ein und im Januar 1971 trat Allen als Trainer zurück. Später sollten auch seine Söhne Clive und Bradley sowie sein Neffe Martin für QPR spielen. Letzte bekannte Trainerstationen waren für ihn Woodford Town und Swindon Town (1972–74). Dazu war er als Trainer in Griechenland aktiv. Später arbeitete er in einem bürgerlichen Beruf in der Motorenindustrie und er ließ sich im Londoner Osten in Hornchurch nieder.

## Titel/Auszeichnungen
- Englische Meisterschaft (1): 1961
- Englischer Pokal (1): 1961
- Englischer Ligapokal (1): 1967
- Charity Shield (1): 1961
- Englischer Torschützenkönig (1): 1966 (3. Liga)